# Alphonse Kann
Pour les articles homonymes, voir Kann.
Alphonse Kann, né le 14 mars 1870 à Vienne et mort le 24 septembre 1948 à Londres, est un amateur d'art et un grand collectionneur franco-britannique, qui fut un ami d'enfance de Marcel Proust et le conseiller de nombreux marchands et collectionneurs. Durant la Seconde Guerre mondiale, sa collection fut une des quatre plus importantes collections françaises pillées par les nazis. La majeure partie des pièces, en particulier les peintures, fut retrouvée et restituée après-guerre, soit à lui-même, soit à son ami et colégataire, Peter Pitt-Millward, soit à ses neveux Warin et Bokanowski.

## Biographie
Alphonse Kann est né le 14 mars 1870 à Vienne (Autriche-Hongrie) dans une famille juive originaire de Francfort. Son père, Ludwig (1843-1900), est banquier. Sa mère est née Émilie Stiebel (1849-1897). L'un de ses oncles est William Kennett Loftus, installé à Londres, et qui fut archéologue. Il est un parent de Maurice Kann et de Rodolphe Kann (son grand-père, Abraham Hirsch-Kann (1814-1861) est cousin issu de germain de Rodolphe et Maurice Kann), d'importants collectionneurs d'art vivant entre Paris et Vienne, dont les collections sont dispersées en 1907 et qui comprenaient entre autres douze Rembrandt dont un portrait de Titus van Rijn, désormais exposé au Kunsthistorisches Museum. 
Vers 1875, sa famille vient s'installer à Paris. Un frère, Émile, naît en 1876. 
Suivi par Olga, Lucie, et le petit dernier Henri Kann. Elève au lycée Condorcet où il décroche un premier prix de grec et de latin. Il y est le condisciple de Marcel Proust : l'amitié entre eux est solide, au point que l'écrivain en fait un des modèles de Charles Swann dans À la recherche du temps perdu. En revanche, Kann n'aime pas Robert de Montesquiou, un autre intime du jeune Marcel. Après le baccalauréat, Kann part vivre chez ses cousins installés à Londres pour se former à la finance puis se lance dans le monde des affaires. Il est naturalisé britannique en 1894. Sa mère, qui est très liée à Jules Barbey d'Aurevilly, est l'une des victimes de l'incendie du Bazar de la Charité le 4 mai 1897.
À Paris, il fréquente le salon de Pauline Ménard-Dorian — devenue à partir de 1894 l'épouse de Georges Hugo, petit-fils de l'écrivain —, où se croisent Proust, Boni de Castellane, Émile Zola, Alphonse Daudet, Edmond de Goncourt, puis plus tard Max Jacob, Jean Cocteau, le peintre Eugène Carrière, le musicien Érik Satie, etc.

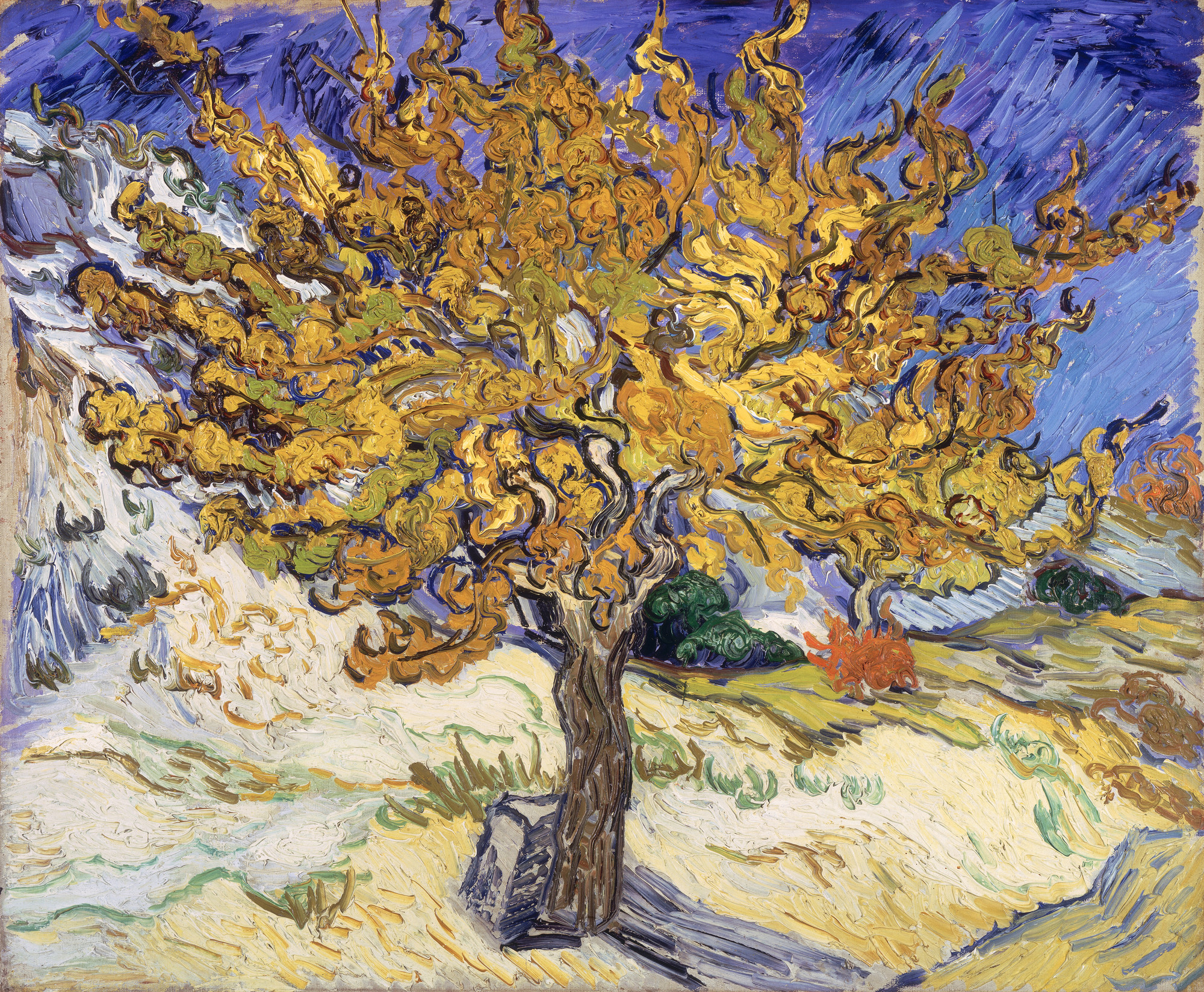
Le Mûrier (1889) de Vincent Van Gogh : acquis par Kann en 1928 sans doute chez Ambroise Vollard (Norton Simon Museum).

 Âgé de trente ans et alors que son père vient de mourir, il se retire des affaires et se consacre à ses collections, comme ses parents avant lui. Il possède aussi bien des œuvres d'art du XVIIe et du XVIIIe siècle, que des primitifs italiens, des bronzes, des toiles de Manet, Cézanne, Van Gogh. Il se tourne de plus en plus vers les modernes, et vers 1910, il acquiert des toiles de Picasso et des cubistes. Il conseille la galerie Bernheim-Jeune, puis Paul Guillaume. Son œil est sûr, et son expertise, reconnue.
Vers 1922 ou 1924, il décide de quitter son appartement de l'avenue Foch pour Saint-Germain-en-Laye où il aménage rue des Bûcherons un hôtel particulier datant du XVIIe siècle : le lieu est rempli d'objets anciens, céramiques et marbres grecs, sculptures et chapiteaux médiévaux, faïences et verres Renaissance, statuaires asiatiques. Les murs sont couverts de tableaux : Siècle d'or espagnol, impressionnistes français, cubistes.
Il acquiert également un ancien couvent situé à Capri. En janvier 1927, une partie de sa collection de tableaux est dispersée lors d'une vente à l'American Art Association (New York). Durant ces années-là, il fréquente André Breton, André Derain, Salvador Dali, Roland Penrose, Charles et Marie-Laure de Noailles, qui séjournent à Saint-Germain-en-Laye. 
En 1938, il s'installe à Londres et laisse ses collections à son hôtel de Saint-Germain-en-Laye. Dans son cercle de relations britanniques, on peut citer le collectionneur et historien du cubisme Douglas Cooper (en), qui enquêtera après-guerre sur la spoliation de la collection Kann .

## Une collection pillée et partiellement restituée

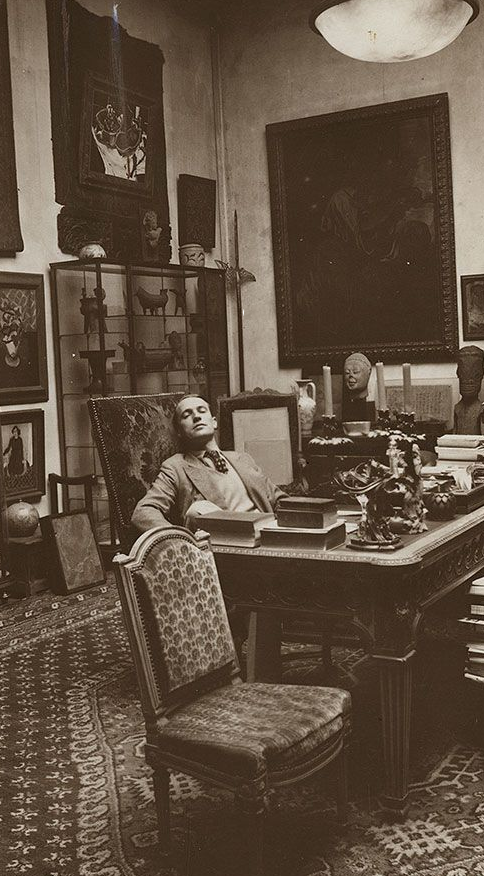
Peter Pitt-Millward photographié chez Alphonse Kann à St Germain-en-Laye, v. 1930/1938

Dès l'été 1940, sa propriété est occupée par les nazis et la plus grande partie des œuvres est saisie. À partir de l'automne 1940, le service Einsatzstab Reichsleiter Rosenberg, spécifiquement chargé de procéder aux spoliations de biens culturels s'installe à Paris, au musée du Jeu de Paume, et commence à inventorier les collections juives confisquées les semaines précédentes. L'inventaire de la collection d'Alphonse Kann totalise 1 200 pièces. Certaines des œuvres sont destinées au Führermuseum, d'autres à Hermann Göring, tel un Portrait de femme du XVIIe siècle. Certains toiles modernes d'Honoré Daumier, Edouard Manet, Edgar Degas, Paul Cézanne, Georges Braque, Henri Matisse sont échangées par les hommes de main de Göring contre des tableaux anciens ou bien sont revendues à des marchands.
Ses biens immobiliers ainsi qu'un reliquat de ses collections restées à Saint-Germain-en-Laye qui n'avaient pas été transférées par les Allemands sont saisis par le Commissariat général aux questions juives (CGQJ). Le CGQJ nomme un administrateur provisoire, Élie Pivert, qui fait procéder à la vente de ce reliquat à l'Hôtel Drouot, en novembre 1942. Sous le marteau du commissaire priseur, maître Blond, 199 œuvres sont adjugées pour un total d'un million de francs.

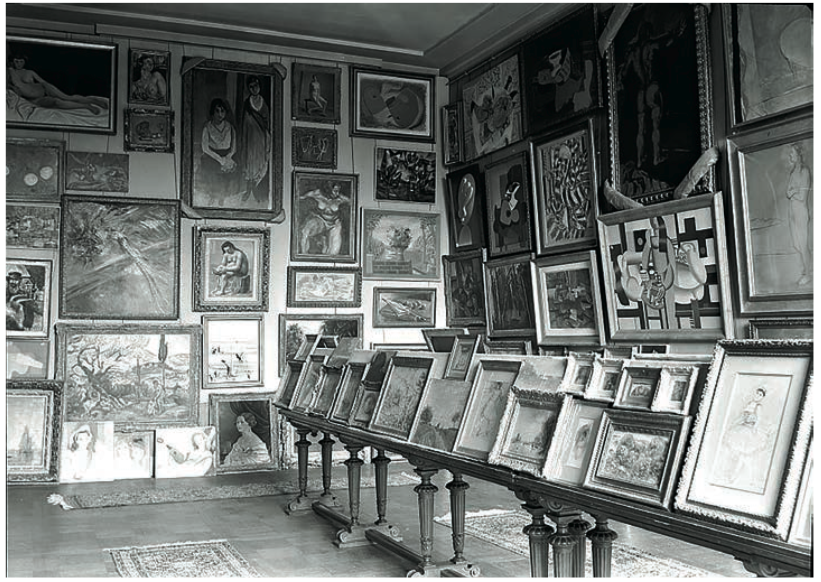
Photographie prise vers 1942 de peintures entreposées au Jeu de Paume et en attente d'être échangées : on distingue plusieurs œuvres de la collection d’Alphonse Kann dont, à droite, un grand baigneur de dos, de Paul Cézanne, au-dessus d’une œuvre de Fernand Léger, et au fond, les Dahlias au vase rose d'André Bauchant — Centre des archives diplomatiques de La Courneuve, 209SUP/991.

Les œuvres de la collection Kann, photographiées et très connues du milieu de l'art, sont plus facilement identifiables que d'autres collections juives spoliées moins célèbres. La majeure partie de la collection est donc retrouvée et restituée après-guerre par les services français de récupération artistique. En 1947, un peu plus de 700 pièces sont restituées. Kann meurt l'année suivante à Londres. Il laisse comme héritiers Peter Pitt-Millward, Michael Stewart et ses neveux Bokanowski. D'autres œuvres leur furent restituées dans les années qui suivirent la mort de Kann.

## La collection Kann après 1948
Quarante ans plus tard, à la suite de la parution de l'essai du journaliste portoricain Hector Feliciano, Le Musée disparu, en 1995, la question des spoliations antisémites de la Seconde Guerre mondiale reparaît dans le débat public. Les héritiers d'Alphonse Kann entreprennent des recherches et, pour les œuvres qu'ils ont pu localiser, des démarches de restitution. Plusieurs œuvres rapatriées d'Allemagne après-guerre et mises en dépôt dans les musées français sont identifiées, et sont restituées aux dates comme suit : 
1. un paysage d'Albert Gleizes (R1P), en juillet 1997[17].
2. un dessin de François-Marius Granet, Mort de Nicolas Poussin (REC97), le 12 mars 1998[18].
3. un dessin de Francis Picabia, Enfant au cheval (R1D), en juillet 1998[19].
4. un vitrail du XVIIe siècle (OAR518), le 11 octobre 2000[20].
5. un tableau de Pablo Picasso, Tête de femme (R16P), le 14 avril 2003[21]
6. une estampe de Paul Cézanne, Baigneurs (MNR633), le 2 juin 2005[22].

Pour les autres œuvres conservées dans les collections publiques françaises, un accord d'indemnisation est signé entre les pouvoirs publics et les ayants droit Kann en 2005. 
Pour les œuvres conservées en mains privées ou dans des institutions étrangères, l'enquête se poursuit. Une toile, Fumée au-dessus des toits, de Fernand Léger datant de 1911, ne fut restituée aux héritiers Kann qu'en 2008 par le Minneapolis Institute of Arts, après plus de onze ans d'enquêtes et de procédure.
Une vente publique comportant des œuvres provenant de la collection Kann, et restituées après-guerre, D'Alphonse à Hélène Kann : la passion de l'art en héritage, a eu lieu chez Artcurial, organisée et dirigée par Astrid Guillon, le 22 février 2017.

## Témoignages
« Naguère encore, on pouvait voir, dans sa riche demeure de l’avenue du Bois, splendide succursale des grandes galeries de tableaux, les mêmes Cézanne, les mêmes Renoir, les mêmes Van Gogh, qui ornaient quelque temps avant ou quelque temps après les vitrines de la rue La Boétie. Quand les peintures du douanier Rousseau, de Matisse, de Picasso, de Segonzac atteignirent un certain prix, il les acheta avant la hausse. Et quand il est dégoûté de certains peintres, il leur trouve des succédanés ou des équivalents qui n’en sont pas toujours [...]. Le faubourg Saint-Honoré et la rue La Boétie épient ses pronostics. Car il passe pour un connaisseur très autorisé dans le monde des antiquaires et marchands d’art [...]. Alphonse Kann demeure un oracle infaillible pour les snobs, amateurs-marchands et marchands tout court. »
– Adolphe Basler, La Peinture… religion nouvelle (1926)
« Que faisait-il au juste ? On ne le savait pas. On le disait riche, ancien banquier. Il vendait, paraît-t-il, de temps en temps, quand l’acheteur en valait la peine, échangeait avec les marchands le tableau qu’il avait depuis longtemps contre d’autres qu’il préférait, peu appréciés encore, mais qui, un an ou dix ans plus tard, allaient
s’imposer [...]. Dès l’entrée, paraissant soutenir l’escalier, un Rodin encore. En face, Le Jockey mort par Degas. On passait ensuite dans le cabinet de travail [...]. Aux murs, sur des fonds de tapisserie gothique, de fragments coptes, un Matisse voisinait avec une peinture de Fayoum ; un Cézanne et un Van Gogh se mêlaient à des Picasso cubistes ; une toile de Klee était placée au-dessus d’une vitrine remplie de sculptures des Cyclades ; des Bonnard et des Braque, au-dessus de vitrines abritant des bronzes chinois archaïques. Sur des socles, le Roman fraternisait avec le Soudanais, et, choisi par un œil d’une magistrale sûreté, tout ce que l’homme a fait de plus beau, en peinture, en céramique, en or et en émail, en bronze et en bois, dans le tissu et dans le verre, était là, familièrement réuni. On traversait ensuite une succession de salles, le regard partout attiré et jamais fatigué ou troublé par une fausse note, devant Watteau et Goya, Chardin et Corot, accrochés légèrement au-dessus de meubles magnifiques, posés eux-mêmes sur les plus rares tapis. Partout, des vitrines où le Moyen Âge voisinait avec le Mexique, et la Renaissance... Au premier étage, encore des pièces remplies de tableaux, et une vaste chambre à coucher qui fut tour à tour ornée par Manet, Cézanne et Rousseau. On se demande pourquoi des collections comme celles-ci sont vivantes [...]. Question de choix et d’atmosphère, certainement. »
– Pierre Loeb, Voyages à travers la peinture (1946)
« Quand je l’ai rencontré la première fois, il était en train de guider et de conseiller quelques-uns des principaux collectionneurs de Paris. Je suppose qu’il continua cette activité jusqu’à la fin de ses jours, mais apparemment il comprit assez tôt que son talent et son accès aux collections pouvaient être utilisés de façon plus profitable en achetant et en vendant, directement ou autrement. Comme un amateur marchand, il pouvait avoir le plaisir de collectionner et le profit de vendre [...]. Il prit du courage à investir son petit capital original et puis à le réinvestir dans cette mode [l’art moderne], mais aussi il se fit une connaissance avisée des courants présents et possibles du marché. Alphonse Kann semblait avoir un sixième sens pour prévoir le marché, et lorsqu’il en concluait que le temps était venu de changer de terrain, il le faisait avec une intelligence et avec une sensibilité pour la qualité qui l’éloignait du médiocre et de ce qu’on appelle « les bonnes affaires ». »
– Germain Seligman, Merchants of art: 1880-1960. Eighty years of Professional Collecting (1961)

### Articles liés
- Liste des restitutions d'œuvres d'art spoliées par les nazis
- collections Maurice Kann et Rodolphe Kann, ses cousins.